# Hypaspidius patrickarnaudi
Hypaspidius patrickarnaudi är en skalbaggsart som beskrevs av Soula 2002. Hypaspidius patrickarnaudi ingår i släktet Hypaspidius och familjen Rutelidae. Inga underarter finns listade i Catalogue of Life.